# Omphalosaurus
Genre
Espèces de rang inférieur
- † O. nevadanus Merriam[1], 1906 (espèce type)
- † O. merriami Maisch, 2010
- † O. nettarhynchus Mazin et Bucher, 1987
- † O. peyeri Maisch et Lehmann, 2002
- † O. wolfi Tichy, 1995

Omphalosaurus est un genre éteint de reptiles ichthyosaures marins connus en Allemagne, au Nevada (États-Unis) et au Spitzberg. Il a vécu au cours du Trias moyen, soit il y a entre 246,7 et ≃237 Ma (millions d'années).

## Description
Il mesurait environ 2 mètres de long.